# Claude Ambroise Régnier
Claude Ambroise Régnier, Duque de Massa, nacido en Blâmont (entonces Ducado de Lorena, actualmente Meurthe-et-Moselle) el 5 de noviembre de 1746 y fallecido en París el 24 de junio de 1814, fue un político francés.

## Biografía
Habiéndose convertido en francés con la réunion de la Lorraine à la France en 1766, se convirtió en abogado en Nancy. Entusiasmado por la Revolución, fue elegido el 6 de abril de 1789, por el bailliage de Nancy, diputado de la tercera estado a los Estados Generales, donde se sentó en el comité de constitución. Después de la huida del rey, fue enviado el 22 de junio de 1791 como comisionado a los departamentos del Rin para recibir el juramento de las tropas allí. Después de retirarse de la vida política bajo el Terror, fue elegido el 23 vendémiaire an IV (15 de octubre de 1795) diputado del Meurthe en el Consejo de Ancianos, donde se sienta a la izquierda. El mismo año, se convirtió en secretario el 2 frimaire año IV (23 de noviembre de 1795), luego presidente de la asamblea el primero Ventôse año IV}} (20 de febrero de 1796), y formó parte de varios encargos: eliminación de la liste des émigrés , sucesiones, examen de los nuevos por los delitos y penas de las tropas de la República, delitos de imprenta, verificación de los poderes de los nuevos diputados. Sin apoyar al Directorio, luchó contra los realistas del Club Clichy. Oponente de los neojacobinos, también apoyó la propuesta de Courtois (Edme-Bonaventure Courtois), lo que llevó al cierre del club Manège. Fue reelegido el 23 germinal año VII (12 de abril de 1799).